# Тисяча і одна ніч (телесеріал)
Тисяча і одна ніч (тур. Binbir Gece) — турецька романтична драма, виробництва компанії TMC.

## Сюжет
Головна героїня - Шахерезада Евліяоглу - талановитий архітектор, після загибелі чоловіка в автокатастрофі одна виховує сина Каана.  Вона влаштовується на роботу у великий холдинг, і через те, що за правилами холдингу працівники не мають права мати дітей, вона приховує існування сина.  Директор холдингу - Онур Аксал - не приховуючи свого негативного ставлення, прискіпується до неї по кожній дрібниці.  Але, незважаючи на це, вона швидко доводить свій професіоналізм, її проекти виграють для компанії тендери. 
Відносно спокійне життя Шахерезади розбиває трагедія - її синові ставлять страшний діагноз - лейкемія.  На операцію Шахерезада повинна зібрати величезну суму - 150 тисяч доларів.  Вона звертається за допомогою до дідуся Каана Бурханов, батькові покійного чоловіка Ахмета.  Він - власник фабрики, небідна людина, і Шахерезада сподівається, що він дасть їй гроші для порятунку життя онука.  Але Бурхан відмовляє їй, тому що був проти шлюбу свого сина, і тепер не визнає онука.  Він виганяють Шахерезаду. 
Шахерезада у відчаї, вона не знає, що їй робити.  Її подруга і колега Бенну радить попросити у Онура кредит.  Але коли Шахерезада просить у директора гроші, він, будучи в неї закоханий, вирішує перевірити, наскільки вона продажна.  Він пропонує їй гроші за одну ніч з ним.  Шахерезада в люті, вона навіть подумати не могла, що її шеф такий негідник.  Але у неї немає іншого виходу, життя сина дорожче, ніж власна честь.  Вона проводить з Онуром ніч, отримує гроші і робить синові операцію. 
Через деякий час Онур дізнається правду про сина Шахерезади, про його хворобу і про вартість його операції.  Він розуміє, який жахливий вчинок зробив, просить вибачення і пропонує вийти за нього заміж, адже він давно її любить.  Шахерезада теж любить його, але відмовляється вийти за нього, через неприємних спогадів.  У відповідь, він обіцяє, що чекатиме її 1001 ніч. 
Пройшовши через довгу низку випробувань, і перевіривши наскільки міцні їхні почуття, головні герої знаходять щастя в обіймах один одного.

## Актори і ролі
| Актор                      | Роль                  |
| -------------------------- | --------------------- |
| Халіт Ергенч               | Онур Аксал            |
| Бергюзар Корель            | Шехерезада Евлійаоглу |
| Тарду Флордун              | Керем Інджеоглу       |
| Джейда Дювенджі            | Бенну Атаман          |
| Томріс Інджер              | Надіде Евлійаоглу     |
| Мерал Четінкайа            | Феріде Аксал          |
| Айтач Озтуна               | Сівби Інджеоглу       |
| Метін Чекмез               | Бурхан Евлійаоглу     |
| Ергюн Демір                | Алі Кемаль Евлійаоглу |
| Йонджа Джевхер Йенель      | Фюзун Евлійаоглу      |
| Йеліз Аккайа               | Мелек Атаман          |
| Ефе Чинар                  | Каан Евлійаоглу       |
| Мерт Фірат                 | Бурак Інджеоглу       |
| Фейзала Чапа / Гізем Гюнеш | Букет Евлійаоглу      |
| Хазал Гюрел                | Бурджу Евлійаоглу     |
| Нехір Ніл Каракайа         | Бурчин Евлійаоглу     |
| Барту Кючюкчаглайан        | Гані                  |
| Метін Бельгін              | Зафер Гюндюзалп       |
| Меріх Ермакастар           | Мерт                  |
| Айла Алга                  | Бетюль                |
| Шебнем Кестен              | Хандан                |
| Джанан Ергюдер             | Еда Акінай            |
| Мелахат Аббасова           | Міхрібан              |
| Еге Айдан                  | Енгін                 |
| Езгі Асароглу              | Дуру                  |
| Супхи Текнікер             | Ялчін                 |
| Мехмет Полат               | Ердал Карайолджу      |
| Зейнеп Конан               | Зейнеп                |
| Фюзун Костак               | Джансель              |
| Ебру Ажкадж                | Ясемін                |
| Дуйгу Четінкайа            | Сезен Озшенер         |
| Ніхана Дурукана            | Айшен                 |
| Айджі Абана                | Бейза                 |
| Нурай Услу                 | Севгі                 |
| Ферідун Дюзагач            | Озджан                |
| Исмаіл Дювенджі            | Ісмаїл                |
| Сеннур Кайа                | Фірдевс               |
| Ніхат Ілер                 | Семіх Озшенер         |
| Ердал Білінг               | Хакан                 |
| Хазель Чамлідере           | Аху Ішлер             |
| Айбен Ерман                | Неріман               |
| Альптекіном Серденгечті    | Халдун                |
| Ділар Кавадар              | Нилюфер               |

## Український дубляж
Українською мовою серіал дубльовано студією «1+1» у 2013 році.

## Трансляція в Україні
- З 15 липня по 8 листопада 2013 року на телеканалі 1+1. З 15 липня, у будні о 15:45 по одній серії. З 14 жовтня, у будні о 9:05.

## Музичний супровід
У деяких серіях використана музика з «Шехерезади» Миколи Римського-Корсакова.